# Mègacles de Mitilene
Mègacles de Mitilene (en grec antic Μεγακλῆς) fou un líder polític de la ciutat de Mitilene a l'illa de Lesbos.
Al front dels seus seguidors i amics va enderrocar a la família dels Pentàlides que governaven Mitilene, segons diu Aristòtil a la Política.